# Pietra reggina
La Pietra Reggina, Pietra di Lazzàro è una roccia sedimentaria calcarea. Proviene essenzialmente dalle cave del promontorio di Capo dell'Armi nei pressi di Lazzàro, periferia sud della città di Reggio Calabria da cui la roccia, detta anticamente dai latini Leucopetra, prende oggi il nome di "Reggina" o "di Lazzàro".

## Aspetti geologici
Le peculiarità morfologiche del rilievo e il contrasto che questo crea con le piatte pianure alluvionari della Fiumara Melaro a est e della Fiumara San Vincenzo a ovest, sono evidentemente determinate dalle elevate capacità di resistenza all'erosione e alla degradazione della roccia che compone la struttura del rilievo. Si tratta di un complesso litologico che la carta geologica della Calabria definisce: Calcare a briozoi di Capo dell'Armi.
La formazione rocciosa da cui si estrae la pietra reggina è costituita da calcari e calcari arenacei grigi e bruno chiari, localmente anche conglomeratici, che verso l'alto passano a calcareniti di colore grigiastro. In questi litotipi si osservano con una certa frequenza fenomeni di cross-bedding e ciò, unitamente ad altri elementi di carattere paleontologico, fa pensare ad un ambiente di sedimentazione di scogliera, con acque poco profonde. Le rocce più propriamente calcaree sono dominanti a Capo dell'Armi mentre le arenarie raggiungono il loro massimo sviluppo nella parte superiore del complesso, come tipicamente avviene sulla dorsale che da Lazzàro risale fino a San Basilio, Madonna dell'Oleandro e Sarto. Ovviamente i due litotipi possono avere usi diversi e i migliori vengono commercializzati con la denominazione di Pietra di Lazzàro o più comunemente Pietra Reggina.
A prescindere dai calcari in cui la calcite è nettamente predominante, le analisi petrografiche eseguite sulle calcareniti hanno permesso di definirne la costituzione principale. I clasti sono formati da quarzo, feldspati, miche, frammenti di rocce vulcaniche e calcite. Il cemento è costituito da abbondantissima calcite e nella pasta di fondo sono numerosi i fossili. La grana della roccia è media. Si tratta di calcarenite (arenaria quarzoso-silicatico-quarzosa a cemento carbonatico) costituita da frammenti fossili carbonatici (aragonitee calcite microcristallina) riferibili a detriti di molluschi (bioclasti) ed a svariati resti a tessitura microcellulare o alveolare e di clasti arenacei a base di quarzo, ortoclasio, plagioclasi sodicocalcici, microclino, biotite, muscovite, clorite, minerali opachi (ossidi femici) e da carbonati. Talora nella massa si rivengono denti di squalo e le caratteristiche perle nere.